# متوسط هزینه دلاری

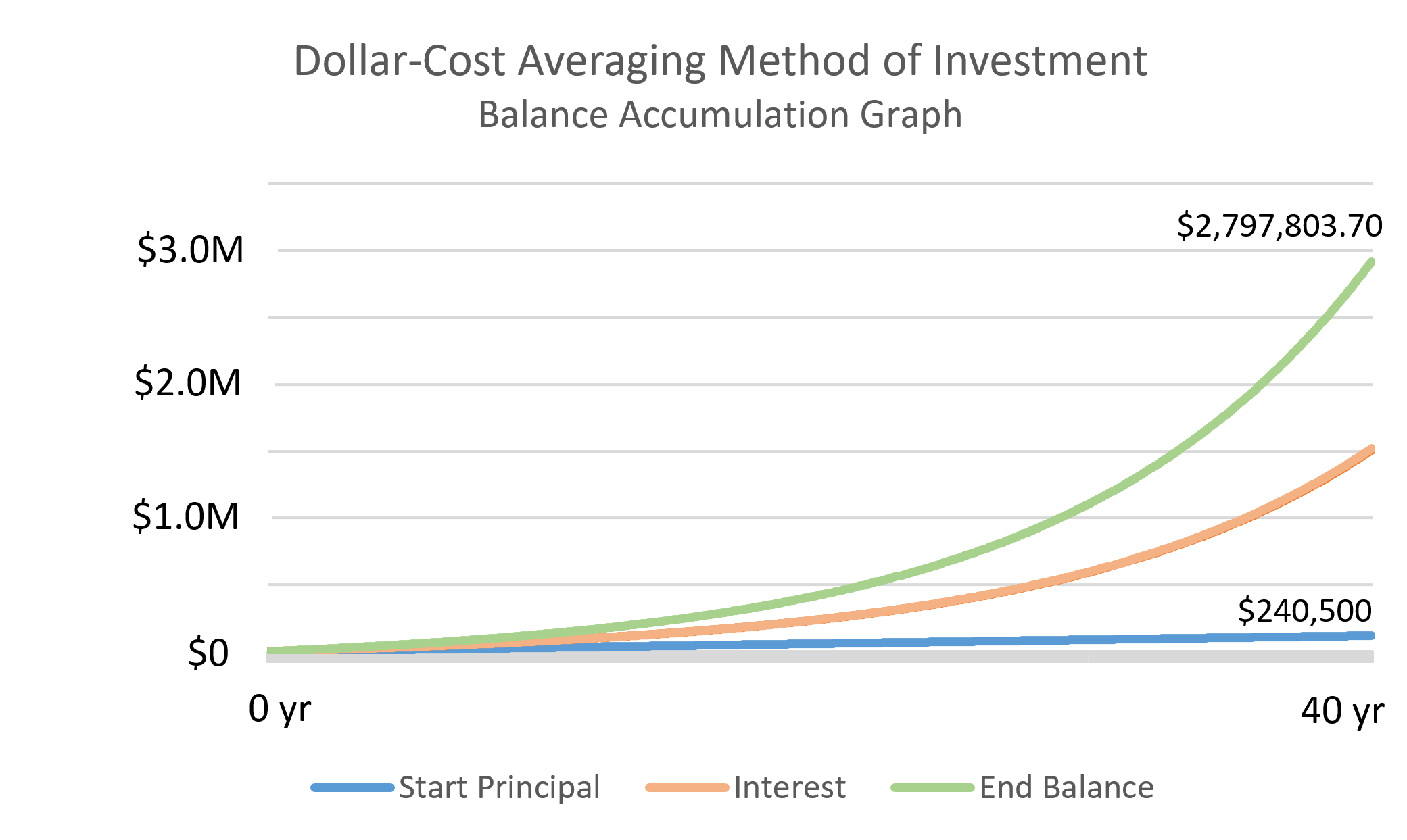
متوسط هزینه دلاری

استراتژی میانگین‌گیری یا متوسط هزینه دلاری (به انگلیسی: Dollar cost averaging) فرآیندی است که سرمایه‌گذار طبق یک زمان‌بندی خاص، علیرغم پایین آمدن قیمت سهام، مبلغ ثابتی را به خرید آن اختصاص می‌دهد. اگر قیمت سهام پایین آمده باشد، سرمایه‌گذار قادر به خرید تعداد بیشتری سهام خواهد شد و در حالت عکس یعنی زمانی که قیمت سهام بالا رفته باشد، تعداد کمتری را خواهد خرید و در نتیجه انجام این کار، قیمت تمام شده هر سهم، کمتر از قیمت میانگین تمامی خریدها، خواهد بود. چرا که در قیمت‌های پایین‌تر، سرمایه‌گذار، تعداد زیادی از سهام را خریداری کرده‌است.
روش میانگین‌گیری باعث کاهش ریسک نسبت به زمانی خواهد شد، که مبلغ کلانی در یک زمان نادرست، به سرمایه‌گذاری اختصاص داده شود.